# Dharmapuri (huyện)
Huyện Dharmapuri là một huyện thuộc bang Tamil Nadu, Ấn Độ. Thủ phủ huyện Dharmapuri đóng ở Dharmapuri. Huyện Dharmapuri có diện tích 9622 ki lô mét vuông. Đến thời điểm năm 2001, huyện Dharmapuri có dân số 2833252 người.